# Legacy Arena
De Legacy Arena is een indoor arena in de stad Birmingham, Alabama. Met een totale capaciteit van 17.654 voor sportevenementen is het de grootste indoor arena van de staat Alabama. De arena is de thuisarena van de Birmingham Squadron. Daarnaast werd de zaal ook gebruikt voor de Davis Cup 2009.